# قطعنامه ۵۹۰ شورای امنیت
قطعنامه ۵۹۰ شورای امنیت سازمان ملل متحد که در تاریخ ۲۶ نوامبر ۱۹۸۶ تصویب شد، سندی بین‌المللی دربارهٔ اسرائیل-جمهوری عربی سوریه است. این قطعنامه طی نشست ۲۷۲۲ام با ۱۵ موافق، ۰ مخالف و ۰ ممتنع تصویب شد.